# Festuca procera
Festuca procera är en gräsart som beskrevs av Carl Sigismund Kunth. Festuca procera ingår i släktet svinglar, och familjen gräs. Inga underarter finns listade i Catalogue of Life.